# Konan (Naruto)
 (juin 2024).
Pour les articles homonymes, voir Konan.
Konan (小南) est un personnage fictif du manga Naruto. Elle est un ex-membre de l'organisation Akatsuki dont elle était la seule représentante féminine.
À la suite de la mort de son ami Nagato, elle devient le leader du village d'Ame.
Konan, s'écrivant avec les kanjis 小南, peut se traduire par « Petit Sud ».

## Création et conception

Bague de Konan.

Konan a des cheveux bleus tirant sur le violet, et porte dans les cheveux une rose de papier (semblable à celle qu'elle offre aux trois sannin lors de leur première rencontre). Elle faisait équipe avec Pain qui était également officiellement le chef de l'organisation (officieusement sous-chef). Contrairement à la plupart des membres de l'organisation, elle ne porte pas de bandeau frontal.

## Profil

### Histoire

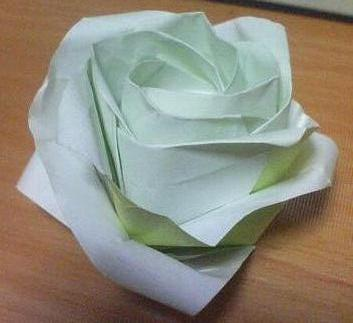
Rose blanche en origami portée dans les cheveux

Elle perd ses parents durant son enfance, tués dans une guerre que mène le pays de la Pluie, et a vécu en compagnie de deux autres orphelins du nom de Yahiko et Nagato : elle fut la première à rencontrer Yahiko et, plus tard, c'est elle qui invita Nagato et son chien, Chibi, à les rejoindre, elle et Yahiko, dans leur tanière. Plus tard, tous les trois ont rencontré Jiraya (venu se battre contre les ninjas d'Ame avec Tsunade et Orochimaru), qui a accepté de vivre un moment avec eux pour leur enseigner le ninjutsu afin qu'ils puissent se débrouiller seuls. Elle est très douée pour le pliage de papier (origami) et offre une rose en papier à Jiraya en guise de remerciement. Elle a fait de sa « passion » un style de combat.
Des années plus tard, elle le revoit de nouveau au village d'Ame, mais cette fois pour l'affronter en tant qu'adversaire. Elle prend alors, grâce à ses feuilles de papier, l'apparence d'un ange, messager du "dieu" Pain. Elle est cependant rapidement prisonnière d'une technique de Jiraya, connaissant ses points faibles, et doit attendre l'arrivée de Chikushodô, le corps invocateur composant Pain, pour s'en libérer.
Elle s'est battue à Konoha contre Shino Aburame et trois membres de la famille de ce dernier. Les insectes de la famille Aburame étant dévoreurs de chakra, ils peuvent ainsi manger les feuilles de papier parcourues de chakra de Konan.
Plus tard, elle rejoint Nagato dans leur cachette. Ils font vite la rencontre de Naruto, décidé à en finir avec Nagato. Lorsque ce dernier tente une attaque sur son ami d'enfance, Konan n'hésite pas à s'interposer entre lui et le jinchuriki de Kyûbi.
À la mort de Nagato, elle rejoint Ame en rapportant les corps de Nagato et Yahiko à leur village. Elle déclare également à Naruto que le village d'Amegakure sera à ses côtés pour réaliser ses rêves, et lui offre un bouquet de roses en papier, en espérant qu'il apportera l'espoir.
Elle est attaquée par Tobi qui cherche à récupérer le Rinnegan de Nagato. Après avoir piégé son adversaire dans un océan composé de 600 milliards de papiers explosifs et l’avoir soumis à des explosions continues durant dix minutes, elle parvient à blesser Tobi qui ne peut rester intangible que pendant cinq minutes, mais elle est contrée par la technique « Izanagi ». Ce dernier parvient ensuite à lui extorquer l’information sur le lieu de la sépulture de Nagato et Yahiko, après l’avoir transpercée et lui avoir prédit sa mort. Elle meurt sourire aux lèvres, pouvant rejoindre ses compagnons et son sensei, et heureuse d’avoir retrouvé le bon chemin en quittant Akatsuki et en protégeant les idéaux de Naruto.

### Personnalité
Konan est surnommée par les ninjas d'Ame « Ange de Dieu » ou encore « Ange Messager ». Elle semble être de nature discrète, parfois froide (lors de sa dernière rencontre avec Jiraya), cependant, elle se préoccupe beaucoup de ses amis proches Yahiko et Nagato et a bon cœur (c'est elle qui offre son pain à Nagato le sauvant de mort par inanition ; elle offre également des fleurs en papier à Jiraya après qu'il leur eut donné de quoi manger, ainsi qu'à Naruto à la suite de sa décision d'abandonner l'Akatsuki). Par ailleurs, on peut s'apercevoir qu'elle était amoureuse de Yahiko.

### Capacités
Konan est la détentrice d'une technique originale basée sur l’art japonais du pliage de papier (Origami) qu'elle est la seule à utiliser dans le manga. Elle peut séparer son corps en une multitude de feuilles de papiers qui peuvent prendre individuellement ou collectivement diverses formes :
- Des flèches de papier, utilisées contre Jiraya[2] ;
- Un clone de papier, pouvant être explosif[5] ;
- Des ailes de papiers, lui donnant l'apparence d'un ange « messager de Dieu »[2] ;
- Des papillons, permettant de chercher à de multiples endroits en même temps, utilisés pour trouver Jiraya infiltré dans Ame[6] ;
- Une lance pour attaquer l'adversaire au corps à corps[7] ;
- Un océan de papier pouvant être constitué de parchemins explosifs ;
- Un arbre géant de papier ;
- Un crapaud géant de papier (dans l’anime, utilisé contre l'équipe 10 de Konoha).

Elle peut utiliser cette faculté pour l'espionnage, mais également de manière offensive dans les combats, en entravant l’adversaire, le recouvrant de papier (jusqu’à le tuer par étouffement). Elle peut également créer toutes sortes d'armes, dangereuses malgré leur matière, qu'elle peut lancer d'un simple battement des grandes ailes de papier qu'elle se crée pour se donner l'apparence d'un ange messager (oralement, kami (紙手, Papier) peut aussi se traduire par Dieu (神, kami) en Japonais).
Cette capacité pourrait être un Kekkei genkai mais cela n'est jamais mentionné comme technique héréditaire.
Sa technique a cependant un point faible : en la recouvrant d'huile, Jiraya l'empêche de plier son papier, et donc d'utiliser ses techniques. Par ailleurs, le clan Aburame est composé de ninjas qui sont des adversaires dangereux pour elle puisque certains de leurs insectes sont capables de « manger son papier » composé en grande partie de chakra. Cependant, elle les met en difficulté avec ses clones de papier explosifs et en se recouvrant d'eau.

## Apparition dans les autres médias
Konan est un personnage jouable dans certains opus du jeu Ultimate Ninja Storm (2, 3 et 4) et apparait dans certains flashbacks.
Gobi est le tout premier bijû capturé par l'Akatsuki, avant le début de Naruto Shippuden. Dans le roman "Akatsuki Hiden: Evil Flowers in Full Bloom" on apprend que Konan a reussit à capturer Han le Jinchuriki de Gobi avant que Naruto Shippuden commence.

## Techniques
- Les shurikens de papier (紙手裏剣, Kami Shuriken?)[8],[9] — rang D
Technique qui consiste à utiliser des shurikens en papier... Utilisée par Konan quand elle était jeune élève de Jiraya.
- La danse des feuilles de papiers (式紙の舞, Shikigami no Mai?)[10] — rang B
Konan transforme son corps en morceaux de papiers qu'elle plie, multiplie et contrôle à volonté.
- Clone de Papier (紙分身, Kami Bunshin?)[10]
Konan crée un clone d'elle-même, entièrement constitué de papier. Lorsque ce clone est frappé, il se divise en feuilles de papier.
Des parchemins explosifs peuvent être dissimulés au sein des clones.
- Technique du Livre de Dieu (神の紙者の術, Kami no Shisha no Jutsu?)[10] — rang A
Technique ultime de Konan, lui demandant un important temps de préparation. Elle remplace le lac d'Ame par une quantité incalculable de feuilles de papier, auxquelles sont mélangés six-cent milliards de parchemins explosifs. Une fois que sa cible est au-dessus du lac, elle le fend en deux et attire sa victime dans les profondeurs en l'ensevelissant sous les feuilles de papier.
Il y a assez de parchemins pour exploser sans arrêt durant plus de 10 minutes.